# Extra-dry: Carnevale 1910 - Carnevale 1913
Extra-dry: Carnevale 1910 - Carnevale 1913 è un film muto del 1914 diretto da Gino Calza-Bini.

## Trama
Il film è tratto dal testo teatrale di Luigi Chiarelli dal titolo "Extra Dry", dramma in un atto, rappresentato dalla "Compagnia italiana del Grand Guignol", diretta da Alfredo Sainati.

## Cast
Fanno parte del cast l'attore affermato Dante Cappelli e le attrici  Carolina Catena e Fernanda Sinimberghi, che ritroveremo entrambe insieme l'anno seguente nel film “Il romanzo di un atleta”.

## Produzione
La pellicola è prodotta e distribuita dalla "Film Artistica Gloria" di Torino, con formato negativo e stampa film 35 millimetri e processo cinematografico Spherical; Aspect Ratio 1,33 : 1.

## Curiosità
Il film è prescelto  per la inaugurazione, sabato 31 ottobre 1914,  del nuovo "Super Cinema Cavour" di Bari con l'accompagnamento musicale (previsto all'epoca per i film muti) curato dall'orchestrina diretta dal maestro Enrico Trizio.